# Liste der Pfarren im Dekanat Pinkafeld
Das Dekanat Pinkafeld ist ein Dekanat der römisch-katholischen Diözese Eisenstadt.

## Pfarren mit Kirchengebäuden
| Pfarre                 | Seelsorgeraum                          | Patrozinium               | Kirchengebäude | Bild |
| ---------------------- | -------------------------------------- | ------------------------- | --- | ---- |
| Bad Tatzmannsdorf      | Bad Tatzmannsdorf-Bernstein-Mariasdorf | Hl. Johannes der Täufer   | Pfarrkirche Bad Tatzmannsdorf Filialkirche Jormannsdorf, Filialkirche Oberschützen, Filialkirche Willersdorf                           |      |
| Bernstein              | Bad Tatzmannsdorf-Bernstein-Mariasdorf | Hl. Michael               | Pfarrkirche Bernstein |      |
| Grafenschachen         | Zum Heiligsten Herzen Jesu             | Hlgst. Dreifaltigkeit     | Pfarrkirche Grafenschachen Filialkirche Neustift an der Lafnitz                                                                        |      |
| Kemeten                |                                        | Hl. Nikolaus              | Pfarrkirche Kemeten |      |
| Kitzladen              | Zum Heiligsten Herzen Jesu             | Hl. Jakobus der Ältere    | Pfarrkirche Kitzladen |      |
| Mariasdorf             | Bad Tatzmannsdorf-Bernstein-Mariasdorf | Mariä Himmelfahrt         | Pfarrkirche Mariasdorf Filialkirche Aschau, Filialkirche Grodnau                                                                       |      |
| Oberdorf im Burgenland |                                        | Hl. Anna                  | Pfarrkirche Oberdorf im Burgenland |      |
| Oberwart               |                                        | Auferstehung Jesu Christi | Pfarrkirche Oberwart Aufbahrungskirche Oberwart Alte Pfarrkirche                                                                       |      |
| Pinkafeld              | Zum Heiligsten Herzen Jesu             | Hll. Petrus und Paulus    | Pfarrkirche Pinkafeld Filialkirche Hochart, Filialkirche Riedlingsdorf, Kirche der Seelsorgestelle Sinnersdorf, Filialkirche Wiesfleck |      |
| Rotenturm an der Pinka |                                        | Allerheiligen             | Katholische Pfarrkirche Rotenturm an der Pinka Filialkirche Eisenzicken                                                                |      |
| St. Martin in der Wart |                                        | Hl. Martin                | Pfarrkirche St. Martin in der Wart Filialkirche Spitzzicken                                                                            |      |
| Unterwart              |                                        | Hl. Katharina             | Pfarrkirche Unterwart Filialkirche Siget in der Wart                                                                                   |      |
| Wolfau                 |                                        | Hl. Dreifaltigkeit        | Pfarrkirche Wolfau Filialkirche Markt Allhau                                                                                           |      |

## Dekanat Pinkafeld
Siehe auch → Liste der Dekanate der Diözese Eisenstadt
Das Dekanat umfasst 13 Pfarren.
Dechanten
- seit 2012 Erich Seifner, Pfarrer in Oberwart[1]